# Морев, Василий Иванович
 Васи́лий Ива́нович Мо́рев (14 [26] февраля 1891, Торжок — 10 мая 1938, Ленинград) — советский педиатр, один из основоположников советской (ленинградской) педиатрической школы и Ленинградского научно-практического института Охраны материнства и младенчества.
Доцент кафедры детских болезней Военно-медицинской академии. Основатель, первый и единственный профессор кафедры педиатрии 3-го Ленинградского государственного медицинского института. Секретарь Общества детских врачей Ленинграда. Участник Первой мировой войны.

## Биография
Родился в семье православного священника из Торжка, выпускника Петербургской духовной академии Иоанна Васильевича Морева (1860—1935) и его жены Елены Павловны. За 2 месяца до рождения сына отец был назначен священником Морской Богоявленской церкви, поэтому вскоре семья перебралась по месту его новой службы в Кронштадт. В апреле 1892 года батюшка Иоанн Морев стал третьим священником Сергиевского всей артиллерии собора в Санкт-Петербурге, вслед за чем последовал новый переезд. В этом соборе, настоятелем которого протоиерей Иоанн Морев стал в 1911 году, он прослужил до самой революции. В 1934 году на месте Сергиевского собора (угол Литейного пр. и ул. Чайковского) было построено здание Бюро пропусков ОГПУ.
Детство Василия Морева прошло на Сергиевской ул. (ныне ул. Чайковского) в доме № 25, напротив места службы отца. Это здание, где протоиерей занимал квартиру на втором этаже, сохранилось до наших дней.
Нет информации о том, какую именно из петербургских гимназий окончил в 1909 году Василий Морев. С известной долей вероятности можно предположить, что это была находившаяся в двух кварталах от дома знаменитая Анненшуле. В том же году он поступил в Императорскую Военно-медицинскую академию, которую в звании лекаря успешно окончил в 1914 году. Выпуск состоялся в год начала Первой мировой войны. По косвенным данным, В. И. Морев был назначен в 27-ю пехотную дивизию, дислоцирующуюся в Вильне. По крайне мере именно в Вильне в 1915 году у него родилась дочь. Но это произошло позже, а тогда, в 1914 году дивизия одной из первых вступила в войну. Кровопролитные бои, в которых она несла большие потери, велись на территории Восточной Пруссии и Польши. Уже в сентябре 1915 года Вильна, где оставалась жена с новорождённой дочерью, была оккупирована немцами.
В 1916 году один, без семьи, В. И. Морев оказался в Петрограде. Он получил назначение в детскую клинику Военно-медицинской академии и почти одновременно был принят врачом амбулаторного отделения Николаевской детской больницы.
После революции имя В. И. Морева до 1924 года исчезает из списков столичных врачей. Вероятнее всего, вскоре после подписания в марте 1918 года Брестского мира он отправился в Вильнюс на поиски семьи и вернулся в Советскую Россию только после попытки присоединения в феврале 1922 года Срединной Литвы к Польше. О таком развитии событий, со слов дочери Василия Ивановича — Наталии Васильевны Вулих, косвенно свидетельствуют Л. П. Рощевская и Л. П. Кучеренко: 

«Наталия Васильевна родилась 7 июля 1915 г. в Вильнюсе. Там прошли детские годы. Четыре года она училась в школе, где разговаривали только по-немецки. Затем родители перебрались в Петроград….»— 

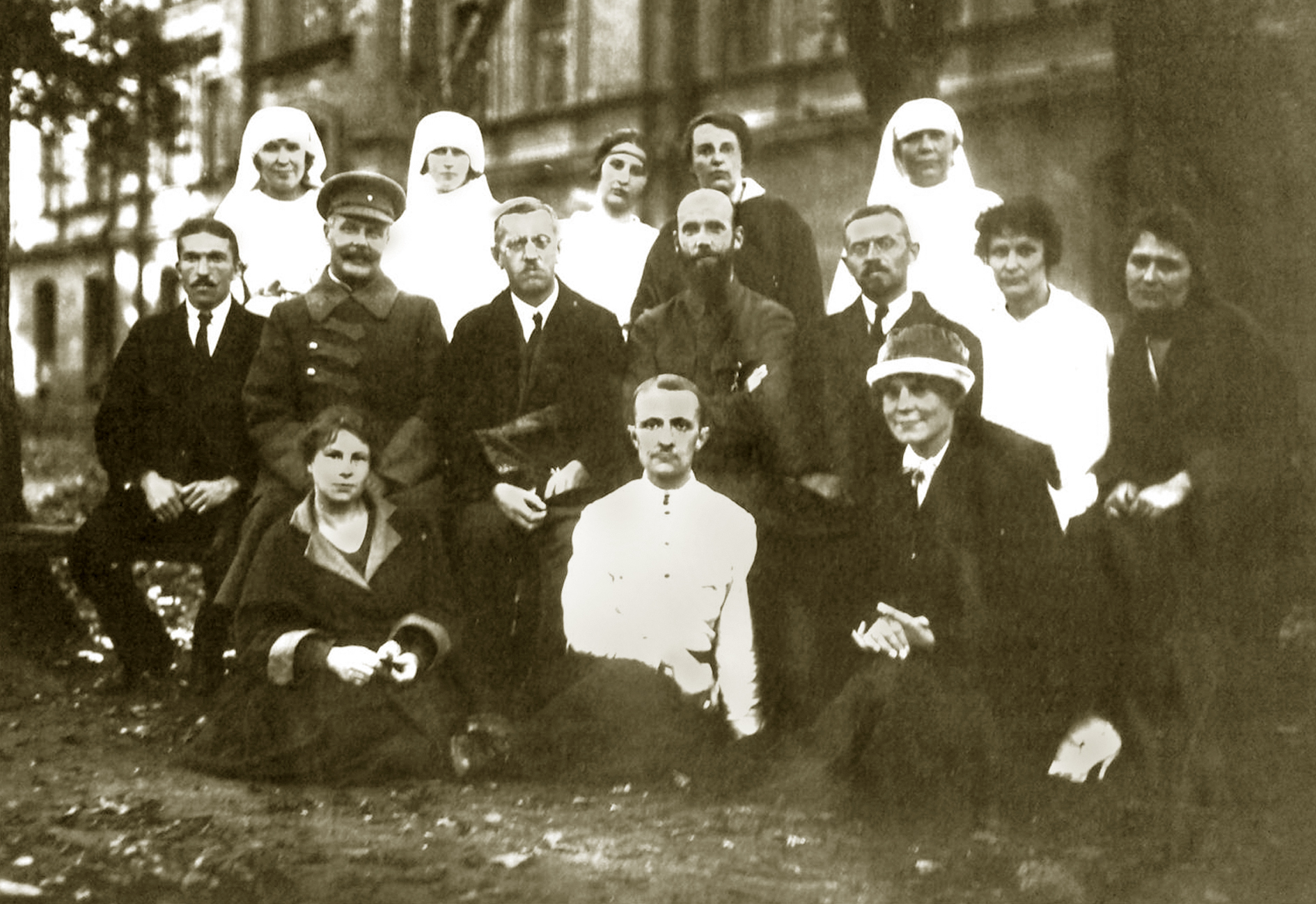
Сотрудники кафедры детских болезней ВМА. В центре — В. Ф. Знаменский, слева — М. С. Маслов, справа — В. И. Морев. Сидит в первом ряду — А. Ф. Тур. 1924 г.

С возвращением в Петроград В. И. Морев вновь поступил на службу в детскую клинику Военно-медицинской академии и занял должность одного из трёх штатных преподавателей кафедры. За годы его отсутствия на кафедре детских болезней ВМА произошли существенные изменения. В августе 1920 года трагически погиб начальник кафедры профессор А. Н. Шкарин. Новым руководителем был избран молодой профессор М. С. Маслов.
Именно он привлёк В. И. Морева к организации второго в стране (первый был открыт в 1922 году в Москве) специализированного педиатрического института, получившего название Научно-практический институт охраны материнства и младенчества им. В. И. Ленина (позже — имени Клары Цеткин). Институт, ставший в 1935 году Ленинградским педиатрическим медицинским институтом, был открыт в годовщину смерти В. И. Ленина 22 января 1925 года, и с этого момента В. И. Морев, не прекращая своей работы в ВМА, занял здесь должность врача клиники для детей грудного возраста. В 1931 году, с защитой докторской диссертации и утверждением в звании профессора, Василий Иванович стал одним из научных руководителей института.
В 1934 году началась подготовка к открытию в Ленинграде на базе больницы им А. А. Нечаева 3-го государственного медицинского института. Профессору В. И. Мореву предстояло организовать здесь кафедру педиатрии, клинической базой которой должна была стать Детская больница им. Н. К. Крупской на 14-й линии Васильевского острова. По этой причине Василий Иванович оставил Институт охраны материнства и младенчества и возглавил отделение терапии детей раннего возраста в этой больнице.
3-й медицинский институт начал свою работу в ноябре 1935 года. Просуществовал он недолго, всего 4,5 года и был преобразован в Военно-морскую медицинскую академию, где кафедрой педиатрии руководил уже профессор Н. И. Красногорский. Это было обусловлено и тем, что в 1938 году ещё совсем молодой, сорокасемилетний профессор Василий Иванович Морев скоропостижно скончался. Он был похоронен на Большеохтинском кладбище недалеко от отца, умершего тремя годами раньше.

## Семья
- Жена: Лидия Ивановна Морева (умерла в 1951 г.) — получила филологическое и биологическое образование; преподавала немецкий язык в Ленинградской лесотехнической академии им. С. М. Кирова;
- Дочь Вулих, Наталия Васильевна (Вулих-Морева) (1915, Вильна — 2012, Ухта) — доктор филологических наук, специалист по античной литературе[10].

## Адреса в Петербурге
Вскоре после Октябрьской революции собор, настоятелем которого был протоиерей И. В. Морев закрыли, и с просторной квартирой на Сергиевской улице пришлось расстаться. С этого времени Иоанн Васильевич проживал поблизости, в доме № 30 по ул. Воинова. Вернувшись в Петроград, здесь же с женой и дочкой поселился и Василий Иванович Морев.

## Избранные труды
Удалось обнаружить лишь небольшую часть научных публикаций В. И. Морева, хотя число составляет несколько десятков:
- Морев В. И. К патогенезу токсической диспепсии / Сборник трудов, посвящённый XXV-летию научной и учебной деятельности заслуженного деятеля науки профессора М.С. Маслова. — Л.: Воен.-мед. акад. РККА им. С. М. Кирова, 1937. — 341 с.
- Морев В. И. Лечение расстройств пищеварения и питания у детей грудного возраста. — М., Л.: Гос. мед. изд-во, 1931. — 16 с. — (Охрана материнства и младенчества / Центр. ин-т заоч. обуч. Наркомздрава РСФСР. Врачебное отд-ние).
- Морев В. И. Охрана материнства и мледенчества. — М., Л.: Гос. мед. изд-во, 1931. — 16 с. — (Охрана материнства и младенчества / Центр. ин-т заоч. обуч. Наркомздрава РСФСР. Врачебное отд-ние).

#### Доклады на заседаниях Общества детских врачей
| Ферментативная энергия крови детей астеников и лимфатических гипопластиков | 13.02.1924 | Случай ксантоматоза (дем.)                              | 12.03.1924 |
| Ферменты крови при спамофилии и артритизме                                 | 1925       | О фосфорном обмене детей с аномалиями конституции       | 28.12.1925 |
| Случай инфантилизма (дем.)                                                 | 1930       | Случай пересадки щитовидной железы при микседеме (дем.) | 1930       |
| К характеристике ацидоза при алиментарной интоксикации                     | 22.06.1934 | О лечении кишечной интоксикации                         | 22.03.1935 |
| О катионном составе крови при кишечной интоксикации                        | 1935       |                                                         |            |

## Вклад в педиатрию
- В соответствии с научными интересами кафедры детских болезней ВМА большое внимание в своих научных исследованиях В. И. Морев уделял проблеме аномалий конституций у детей;
- Вместе с тем главной заслугой Василия Ивановича следует считать разработанную и внедрённую им в клиническую практику тактику интенсивного комплексного лечения токсических диспепсий в раннем возрасте. Это лечение, базирующееся на строго сбалансированной жидкостной терапии, является основой и современных подходов в лечении кишечных токсикозов. В годы же, когда токсическая диспепсия была едва ли не ведущей причиной высокого уровня детской смертности в СССР, методы лечения, предложенные В. И. Моревым, имели огромное значение.